# فیرلند
فیرلند (به لاتین: Fairland) یک شهرک در آفریقای جنوبی است که در خائوتنگ واقع شده‌است. فیرلند ۵٫۲۹ کیلومتر مربع مساحت و ۹٬۱۲۷ نفر جمعیت دارد.